# Tereza Master
Tereza Master (ur. 21 września 1988 w Mulanje) – malawijska lekkoatletka specjalizująca się w biegu długodystansowym.
Brała udział w maratonie na Letnich Igrzyskach Olimpijskich 2016, zajmując 98. miejsce.